# LARES (спутник)
LARES (англ. Laser Relativity Satellite) — итальянский геодезический спутник, который был выведен на орбиту новой европейской ракетой-носителем Вега 13 февраля 2012 года.

## Конструкция
Спутник изготовлен из вольфрамовых сплавов и несет 92 уголковых отражателя (кубических ретрорефлектора), с помощью которых можно с высокой точностью (единицы сантиметров) отслеживать траекторию полёта аппарата с помощью лазерных локационных станций на поверхности Земли. LARES имеет 36,4 см в диаметре и массу около 400 кг. Выведен на практически круговую орбиту с перицентром 1450 км и наклоном 69,5 градуса. Слежение за орбитой спутника осуществляется с помощью станций Международной Лазерной Локационной Службы (International Laser Ranging Service) и других международных и национальных агентств и лабораторий.

## Научная миссия
Основной научной миссией является измерение прецессии Лензе-Тирринга (Увлечение инерциальных систем отсчёта), с точностью около 1 %.
Надежность этой оценки подвергается сомнению.
Спутник также будет использован для некоторых исследований в области геодинамики и спутниковой геодезии.